# كينيث غرانت
كينيث غرانت (بالإنجليزية: Kenneth Grant)‏ (23 مايو 1924 في المملكة المتحدة - 15 يناير 2011)؛ كاتب وروائي بريطاني.

## روابط خارجية
- كينيث غرانت على موقع ديسكوغز (الإنجليزية)